# Windmühle Bentorf
Die Windmühle Bentorf (auch Windmühle Brink genannt) ist eine Windmühle im Ortsteil Bentorf der ostwestfälischen Gemeinde Kalletal im Kreis Lippe in Nordrhein-Westfalen. Als letzte noch original erhaltene und betriebsfähige Windmühle im Kreis Lippe ist sie als Baudenkmal geschützt.

## Beschreibung
Die Bentorfer Windmühle ist ein Erdholländer mit Jalousieflügeln. Der aus Bruchsteinen gemauerte Rumpf hat eine Höhe von 14 Metern. Die Mühlenflügel sind zehn Meter lang und zwei Meter breit. Eine um 1932 angesetzte Windrose bewirkt die selbständige Drehung der Flügel gegen den Wind. Ursprünglich hatte die Mühle einen Steert und musste von Hand in den Wind gedreht werden. Im Inneren hat die Mühle drei Etagen und zwei Mahlgänge. Seit 1890 hat die Mühle als Zusatzantrieb einen Elektromotor, um auch bei Windstille mahlen zu können.

## Geschichte
Die Bentorfer Windmühle wurde im Jahre 1889 vom Müller Hermann Ohsiek errichtet. Seit 1928 befindet sich die Mühle im Eigentum der Familie Brink. Bis zur Stilllegung im Jahre 1988 wurde die Mühle als Kundenmühle von der Familie Brink betrieben. 
Seit 1990 setzt sich der „Museumsverein Kalletal e.V.“ gemeinsam mit der Eigentümerfamilie für die Betreuung und Restaurierung der Mühle ein, um sie als Industriedenkmal der Allgemeinheit zu erhalten. In mehreren Bauabschnitten wurden zwischen 1990 und 1997 Restaurierungsmaßnahmen durchgeführt. 2009 bekam die Mühle neue Flügel und das hölzerne Flügelkreuz wurde durch ein dauerhafteres Stahlrutenkreuz ersetzt.
Seit 1992 wird die Bentorfer Windmühle als Museum betrieben und an Tagen der offenen Tür sowie auf Anfrage für Besucher geöffnet. Bei entsprechender Witterung wird der historische Mahlvorgang gezeigt.